# Rutenia Roja
Rutenia Roja o Ucrania Roja (en ucraniano: Червона Русь, Chervona Rus, en polaco: Ruś Czerwona, en latín: Ruthenia Rubra o Russia Rubra) es el nombre que se utilizaba en la Edad Media para referirse al área comprendida por los voivodatos de Rutenia y de Bełz del Reino de Polonia, conocida antes de la Primera Guerra Mundial, como Galitzia. En 1772, fue incorporada en el Reino de Galitzia y Lodomeria.  Fue su capital Leópolis.

## División administrativa (siglo XIV-1772)

### Voivodato de Rutenia
- Tierra de Chełm (Ziemia Chełmska),  Chełm
  - Ciudad de Chełm (Powiat Chełmski), Chełm
  - Provincia de  Krasnystaw, (Powiat Krasnystawski), Krasnystaw
  - Provincia de Ratno, (Powiat Ratneński), Ratno
- Tierra de Halicz (Ziemia Halicka),  Halicz
  - Provincia de Halicz (Powiat Halicki), Halicz
  - Provincia de Kolomyja, (Powiat Kołomyjski), Kołomyja
  - Ciudad de Trembowla (Powiat Trembowelski), Trembowla
- Tierra de Leópolis (Ziemia Lwowska),  Leópolis
  - Provincia de Leopoli (Powiat Lwowski), Leópolis
  - Provincia de Żydaczów (Powiat Żydaczowski), Żydaczów
- Tierra de Przemyśl (Ziemia Przemyska),  Przemyśl
  - Provincia de Przemyśl (Powiat Przemyski),  Przemyśl
  - Provincia de Sambor (Powiat Samborski), Sambor
  - Provincia de Drohobycz (Powiat Drohobycki), Drohóbych
  - Provincia de Stryj (Powiat Stryjski), Stryj
- Tierra de Sanok (Ziemia Sanocka),  Sanok
  - Ciudad de Sanok (Powiat Sanocki),  Sanok

### Provincia de Bełz
- Ciudad de Belz (Powiat Bełzski), Bełz
- Ciudad de Grabowiec (Powiat Grabowiecki), Grabowiec
- Ciudad de Horodlo (Powiat Horodelski), Horodło
- Ciudad de Lubaczów County (Powiat Lubaczowski), Lubaczów
- Tierra de Busk (Ziemia Buska), Busk